# Andrew Macdonald
Andrew Macdonald (nacido en 1966) es un productor de cine escocés, más conocido por sus colaboraciones con el guionista John Hodge y el director Danny Boyle, incluyendo Shallow Grave (1994), Trainspotting (1996) y 28 Days Later (2002).

Junto a Duncan Kenworthy es fundador de DNA Films,  compañía de producción responsable de películas como The Parole Officer (2001), 28 Days Later (2002), Sunshine (2007), 28 Weeks Later (2007), dos de los cuales fueron dirigidas por Danny Boyle y escritas por Alex Garland. Además es productor del debut como director de Garland en la película Ex Machina.
Es hermano del documentalista ganador del Óscar Kevin Macdonald. Sus abuelos maternos eran la actriz inglesa Wendy Orme y del cineasta húngaro-británico ganador de Óscar Emeric Pressburger.

## Filmografía
Esta es una tabla de las películas en las que Andrew Macdonald ha estado involucrado.
| Año  | Película                           |
| ---- | ---------------------------------- |
| 1994 | Shallow Grave                      |
| 1996 | Trainspotting                      |
| 1997 | Twin Town                          |
| 1997 | A Life Less Ordinary               |
| 2000 | The Beach                          |
| 2001 | Strictly Sinatra                   |
| 2001 | The Parole Officer                 |
| 2002 | Heartlands                         |
| 2002 | The Final Curtain                  |
| 2002 | 28 Days Later                      |
| 2006 | El último rey de Escocia           |
| 2006 | The History Boys                   |
| 2007 | Sunshine                           |
| 2007 | 28 Weeks Later                     |
| 2008 | Alien love triangle (cortometraje) |
| 2010 | Never Let Me Go                    |
| 2012 | Dredd                              |
| 2012 | The Sweeney                        |
| 2013 | Sunshine on Leith                  |
| 2015 | Ex Machina                         |
| 2015 | Far from the Madding Crowd         |
| 2018 | Aniquilación                       |
| 2022 | Men                                |
| 2024 | Civil War                          |
| 2025 | Warfare                            |
| 2025 | 28 Years Later                     |
| 2026 | 28 Years Later: The Bone Temple    |